# براين ويثيرس
براين ويثيرس (بالإنجليزية: Brian Wethers)‏ مواليد 17 ديسمبر 1980 في كارسون، هو لاعب كرة سلة أمريكي سابق. بدأ مسيرته الاحترافية في سنة 2003. يبلغ طوله 6 قدم 5 بوصة (2.0 م). لعب مع نيو زيلاند بريكرز في الدوري الأسترالي لكرة السلة. اعتزل اللعب في 2010.

## روابط خارجية
- براين ويثيرس على موقع كرة السلة الأوروبية.كوم (الإنجليزية)
- براين ويثيرس على موقع كلية كرة السلة في سبورتس رفرنس.كوم (الإنجليزية)
- براين ويثيرس على موقع ريلجم (الإنجليزية)
- براين ويثيرس على موقع بروبوليرز (الإنجليزية)